# Comuna Doroșivka, Iampil
Doroșivka (în ucraineană Дорошівка) este o comună în raionul Iampil, regiunea Sumî, Ucraina, formată din satele Doroșenkove, Doroșivka (reședința), Kosînske, Palașcenkove, Romankove și Vasîleț.

## Demografie
Componența lingvistică a comunei Doroșivka
     Ucraineană (94,42%)
     Rusă (4,57%)
     Alte limbi (0,51%)
Conform recensământului din 2001, majoritatea populației comunei Doroșivka era vorbitoare de ucraineană (94,42%), existând în minoritate și vorbitori de rusă (4,57%).